# Indiferentismo
Indiferentismo, na fé católica romana, é a crença de que não há religião ou filosofia superior à outra. A Igreja Católica atribui o indiferentismo às filosofias ateias, materialistas, panteístas e agnósticas. Há três tipos básicos de indiferentismo descritos pela apologética: indiferentismo absoluto, restrito e liberal (ou latitudinário). Foi identificado e criticado pela primeira vez pelo Papa Gregório XVI, na encíclica Mirari vos.
O indiferentismo religioso deve ser distinguido do indiferentismo político, o qual se aplica à política de Estado que trata todas as religiões existentes dentro das fronteiras como tendo igual relevância diante das leis nacionais. O indiferentismo não deve ser confundido com a indiferença religiosa. O primeiro é uma teoria que para os católicos, desacredita o valor da religião; a última designa a conduta de quem, não importando se crê ou não na necessidade e na utilidade da religião, de fato negligencia o cumprimento de seus deveres.

## Considerações católicas sobre o indiferentismo
Na Igreja Católica, a crença de que uma religião é tão boa quanto as outras e que todas as religiões são caminhos igualmente válidos para a salvação, é tida como obviamente falsa, sob o argumento de que ninguém pode honestamente acreditar que, dessa forma, uma religião baseada em sacrifícios humanos e a subjugação de rivais pode ser boa, verdadeira e bonita como outra baseada no amor a Deus e ao próximo. A condenação do indiferentismo como heresia está intimamente ligada à definição dogmática de que fora da Igreja não há salvação, uma ideia complexa que postula como muitas pessoas, enquanto seguidoras de Cristo, sem qualquer entendimento específico de que, de fato, é a Jesus que elas estão seguindo, assim como se relaciona ao conceito católico de batismo de desejo. Nesse sentido, o Papa João Paulo II disse que "isto não diminui o sincero respeito que a Igreja tem pelas várias tradições religiosas, reconhecendo nelas elementos da verdade e da bondade. A luz da verdade brilha para quem olhar para ela, mas isto não significa que nós possamos definir qualquer coisa como "verdade", pois algumas ideias são mais verdadeiras que outras."«Nota doutrinal sobre algumas questões relativas à participação e comportamento dos católicos na vida política». Vatican.va. Consultado em 1 de agosto de 2013

### Indiferentismo absoluto
Immanuel Kant argumenta que o indiferentismo absoluto representa uma forma extrema de ceticismo arguindo que não há base racional para aceitar qualquer posição filosófica, uma posição que vai de encontro à posição católica sobre a questão, na qual esse tipo de indiferentismo resulta em uma vontade de conceder a qualquer posição. Ela é frequentemente associada ao relativismo moral.

### Indiferentismo restrito
O catolicismo também se opõe ao "indiferentismo" como um espectro de ideias pragmáticas que admitem a necessidade da religião em função de sua influência positiva na vida humana, mas que mantém que todas as religiões são igualmente verdadeiras. O defensor clássico dessa teoria é Jean-Jacques Rousseau, o qual mantém em Emílio, ou Da Educação, que Deus olha apenas a sinceridade da intenção e que todos podem servi-Lo ao permanecer na religião em que foram criadas, ou ao se converter para qualquer outra que lhes mais agrade (Emile, III). Esta doutrina na atualmente é amplamente defendida sob a argumentação de que, além da verdade da existência de Deus, não se sabe ser possível atingir o conhecimento religioso correto e que, desde que Deus nos deixou na incerteza, Ele ficará agradado com qualquer culto sincero. No entanto, aos apologistas católicos tal ideia parece ser sustentável somente no contexto cultural  que toma mais centrais crenças éticas como certas, mas causando sérios problemas assim que se começa a analisar as bases dessa ética. Dessa perspectiva católica, dizer que crenças inconciliáveis são igualmente agradáveis a Deus é dizer que Ele não tem preferência pela verdade e negar a razão. Assim, a Igreja Católica argumenta que o indiferentismo restrito não difere do indiferentismo absoluto porque, apesar de nominalmente reconhecer a utilidade da religião, afirmar que "todas as religiões são igualmente boas" significa ao fim que a religião é boa para nada, isto é, inútil.

### Indiferentismo liberal ou latitudinário
A Igreja Católica também resiste ao indiferentismo como a crença na qual, dado que para ela o cristianismo é a verdadeira religião, não faz diferença qual das variadas denominações cristãs o fiel escolha seguir. O catolicismo critica o protestantismo especificamente por esse tipo de indiferentismo limitado, notando que muitas denominações protestantes não declaram qualquer fidelidade particular aos Evangelhos, enquanto mantém que todas as formas de culto podem ser igualmente (lido como "indiferentemente") efetivas para o propósito de construir uma união próxima com Deus: uma posição latitudinária. O Papa Pio XI explicitamente criticou o Ecumenismo sobre essas bases na sua encíclica Mortalium animos. Da perspectiva católica, esta forma de indiferentismo equivale a dizer: "não faz diferença quais ferramentas e materiais são usados para construir uma casa, vai ser sempre será bom, não importa o que se faça ou não."